# Abbazia di Silvacane
L'abbazia di Silvacane (in francese: Abbaye de Silvacane) è un'abbazia cistercense situata nel comune di La Roque-d'Anthéron, nel dipartimento delle Bocche del Rodano, in Francia.
L'abbazia, oggi disabitata, è situata in cima a un'altura sulla riva sinistra del fiume Durance nei pressi di un antico canneto, da cui il nome (silva cana = "foresta di canne"). Assieme alle altre due abbazie di Sénanque e Le Thoronet è considerata una delle "Tre Sorelle Provenzali", che costituiscono l'unico esempio di architettura cistercense in Provenza.
L'abbazia di Silvacane è caratterizzata da una rigorosa adesione ai canoni architettonici della Regola di san Benedetto e si presenta alquanto disadorna sia all'interno, sia nella facciata. Le armoniose proporzioni, l'austera solennità e la perfezione costruttiva ne fanno tuttavia un pregevole esempio di architettura romanica francese.

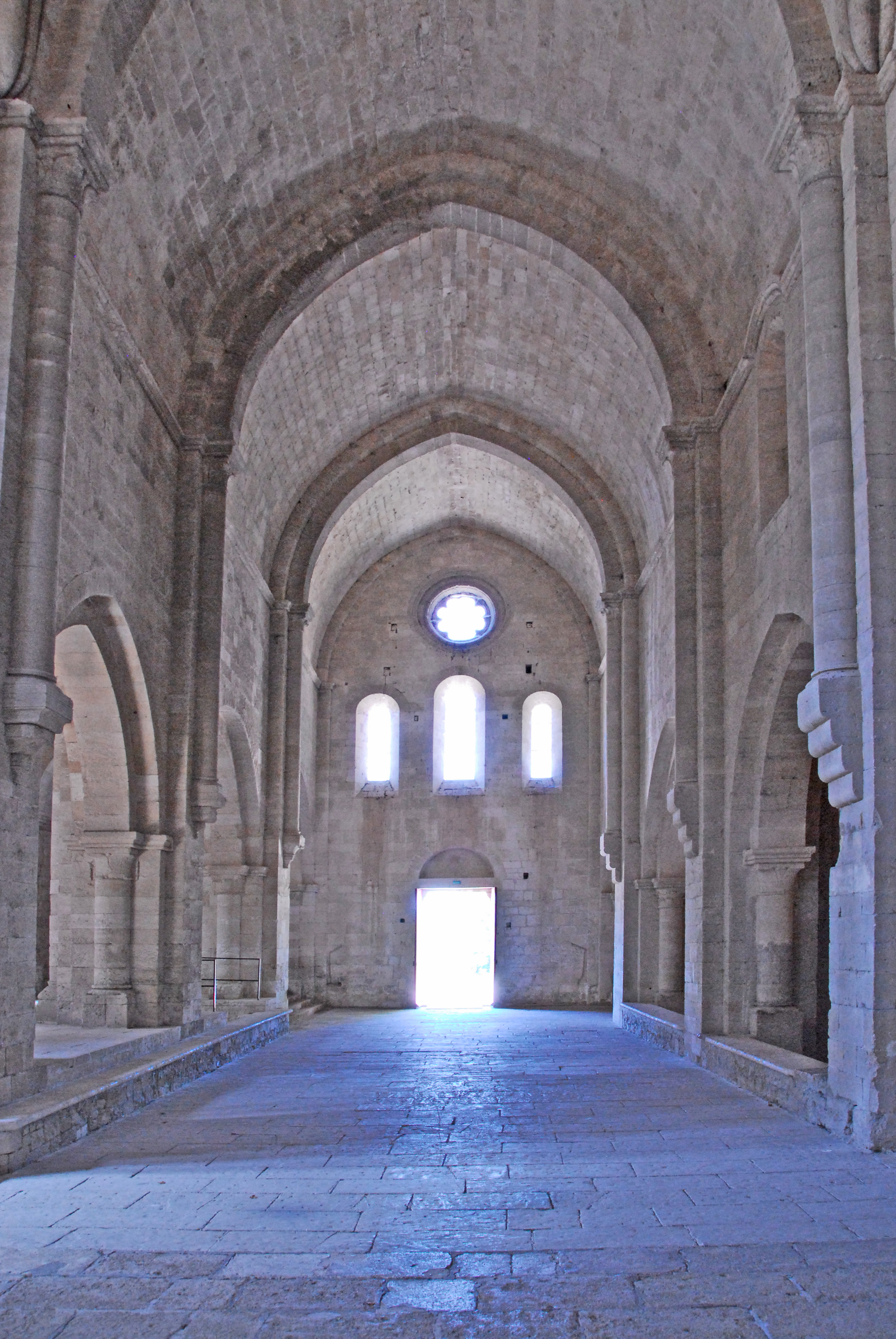
Interno della chiesa

La chiesa abbaziale venne costruita tra il 1175 ed il 1230 sul punto più alto della collina. La facciata, piuttosto spoglia, è alleggerita da tre alti finestroni coronati da un piccolo oculo. Nel luminoso interno, le cui navate laterali sono ad un livello più alto rispetto a quella centrale, l'unico fregio visibile (il solo ammesso dalla Regola) è quello dei capitelli, ispirato al mondo vegetale. L'unica nota che preannuncia il gotico è la volta a costoloni del tiburio.
A fianco della chiesa si trova il chiostro, nel cui cortile si trovano una vasca per le abluzioni e una fila di cipressi. Gli altri ambienti dei monaci (di cui uno con un elegante soffitto gotico) riflettono il tradizionale schema delle abbazie cistercensi.
Durante la Rivoluzione Francese l'abbazia venne trasformata in una fattoria e poi tenuta da privati. Dal 1846, anno in cui è diventata di proprietà statale, è iniziato il recupero archeologico che ha portato al ripristino delle strutture originarie e alla scoperta delle fondamenta degli edifici annessi.